# الوتریو سانتوس
الوتریو سانتوس (انگلیسی: Eleuterio Santos; ۹ نوامبر ۱۹۴۰ – ۲۸ ژانویهٔ ۲۰۰۸) بازیکن فوتبال اهل اسپانیا بود.
از باشگاه‌هایی که در آن بازی کرده‌است می‌توان به باشگاه ورزشی تنریف و باشگاه فوتبال رئال ساراگوسا اشاره کرد.
وی همچنین در تیم ملی فوتبال اسپانیا بازی کرده‌است.